# Bondia
Bondia es un diario gratuito en catalán que tiene dos ediciones, una en Andorra y otra en Lérida ciudad y cercanías. Es publicado por la editorial andorrana del mismo nombre. La edición leridana, lanzada el año 2006, se publica de lunes a viernes (festivos excluidos) y tiene una tirada diaria de 15000 ejemplares. Actualmente tiene 31000 lectores diarios, cosa que lo hace en el segundo diario en catalán más leído en Lérida, tras Segre.